# Zapotèque de Yalálag
Le zapotèque de Yalálag est une variété de la langue zapotèque parlée dans l'État de Oaxaca, au Mexique.

## Localisation géographique
Le zapotèque de Yalálag est parlé dans les villes de Hidalgo Yalalag (en) et d'Oaxaca de Juárez, dans l'État de Oaxaca, ainsi que dans l'État de Veracruz et dans la capitale, Mexico, au Mexique,.

## Utilisation
En 2005, le zapotèque de Yalálag est utilisé par environ 3 500 personnes au Mexique dont 2 000 à Hidalgo Yalalag. Les locuteurs utilisent aussi notamment l'espagnol. Le taux d'alphabétisation est de 1 % pour les personnes ayant appris cette langue comme langue maternelle et de 70 % comme langue seconde.